# Santa Tecla Fútbol Club
Il Santa Tecla Fútbol Club è una società calcistica con sede a Santa Tecla in El Salvador.
Fondato nel 2007, il club milita nella Primera División de Fútbol Profesional.

## Stadio
Il club gioca le gare casalinghe allo Estadio Las Delicias che ha una capacità di 10000 posti a sedere.

## Rosa
| N. |                        | Ruolo | Calciatore        |
| -- | ---------------------- | ----- | ----------------- |
| 1  | El Salvador (bandiera) |       | Elmer Iglesias    |
| 2  | Argentina (bandiera)   | D     | Nicolás Simioli   |
| 3  | El Salvador (bandiera) | D     | Óscar Navarro     |
| 4  | El Salvador (bandiera) | D     | Alejandro Posadas |
| 5  | El Salvador (bandiera) | D     | Marvin González   |
| 6  | El Salvador (bandiera) | C     | Carlos Alfaro     |
| 7  | El Salvador (bandiera) | A     | Iván Mancía       |
| 8  | El Salvador (bandiera) | C     | Jaime Medina      |
| 9  | Uruguay (bandiera)     | A     | Christian Vaquero |
| 10 | El Salvador (bandiera) | A     | William Maldonado |
| 11 | El Salvador (bandiera) | A     | Óscar Ulloa       |
| 12 | El Salvador (bandiera) | C     | Adilson Rivera    |
| 14 | El Salvador (bandiera) | A     | Roberto González  |

| N. |                        | Ruolo | Calciatore       |
| -- | ---------------------- | ----- | ---------------- |
| 15 | El Salvador (bandiera) | D     | Rafael Barrera   |
| 17 | El Salvador (bandiera) | A     | Kevin Santamaria |
| 20 | El Salvador (bandiera) | D     | Fabricio Alfaro  |
| 21 | El Salvador (bandiera) | A     | Guille Gracias   |
| 22 | Argentina (bandiera)   | A     | Bruno Camilletti |
| 23 | El Salvador (bandiera) | C     | Porfirio Pérez   |
| 24 | El Salvador (bandiera) | P     | Juan Trindad     |
| 26 | El Salvador (bandiera) | A     | Emerson Veliz    |
|    | El Salvador (bandiera) | D     | Matías Rubio     |

## Staff tecnico
- Allenatore:  Jorge Alberto García
- Vice-allenatore:  William Osorio

## Palmarès
- Primera Division: 1

Clausura 2015
- Segunda Division: 1

Clausura 2012